# 檳榔西施

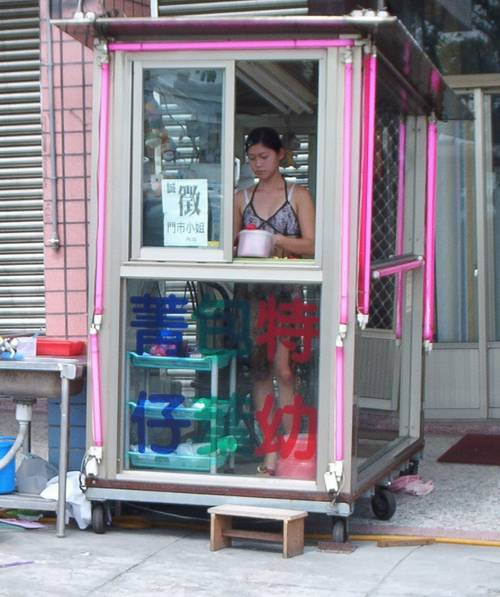
穿著清涼的檳榔西施

檳榔西施是臺灣特有的職業，主要指穿著性感、清涼，且在路邊攤位販賣檳榔的年輕女性。西施，是古時越國(中國古代先秦時期的諸侯國)的美人，亦是漢語對美女的代稱。

## 臺灣的檳榔文化
檳榔（學名： L.）即檳榔樹的種子，與椰子同屬棕櫚科常綠喬木，主幹可長至廿公尺。“槟榔”一词源于印尼语。檳榔原是重要藥用植物之一，可是近現代大部分都拿來充當提神的食品。

## 定義與分布
一般來說，檳榔西施泛指販賣檳榔且穿著較為暴露的年輕女性。
臺灣的檳榔攤，裝飾著明亮的霓虹燈，在臺灣西部的南北向縱貫公路和郊區馬路上相當常見。其主要的顧客組成為货車司機，他們在長途開車時嚼食檳榔來幫助提神。有店鋪為了競爭檳榔所帶來的高利潤，以及獲取顧客們的注意，便聘請了穿著性感的女郎去助銷。其後更多同業效法，競爭越演越烈，賣檳榔的女孩們開始穿得越來越少。

## 起源
1976年，由於謝家三姐妹的檳榔攤設在中潭公路雙冬路段上，原本是由三姐妹的母親在賣檳榔，雖然雙冬正處於臺中往埔里的交通要衝，來往車水馬龍的大量車潮不斷，但上門客人是寥寥無幾，因此突發奇想地讓自己的三位原先在工廠工作的女兒賣檳榔。等於是謝家三姐妹接手母親的行業，結果生意是出奇地好，不久就在雙冬掀起一股風潮，各家檳榔攤也都紛紛請出自家女兒或聘僱年輕女性來賣檳榔，草屯雙冬成了檳榔西施的起源地。之後綜藝節目上所出現的檳榔姐妹花，例如曹蘭與姚黛瑋在華視《綜藝萬花筒》所裝扮的檳榔姐妹花，即為模仿此三姐妹所出。另外葉啟田於1985年發表唱片專輯《忍》，當中第10首歌《檳榔姑娘》歌詞「妖嬌可愛，親像西施，人人看著人人看著心迷醉」，使「西施」成為販賣檳榔年輕女性之代稱。

## 取締
2002年，臺灣各地方政府開始禁止穿著過於暴露的檳榔西施，政府機關以行政命令或法律條文加以規範。最先是臺北市，然後桃園縣。至今，在各大都會如臺北、臺中、臺南、高雄市區內，檳榔西施絕跡，僅有零星部分分佈在郊區或交流道附近，但多已不再像過去穿著暴露。
一些檳榔西施為高中高職輟學學生，而且是家庭的主要經濟來源。大部份由於其教育程度和年齡，因此很難在便利商店找到工作；或是由於檳榔攤的較高薪水，因此選擇這個職業。

## 婦運的兩極評價
一些婦女團體對於檳榔西施為改善經濟情況而作性感打扮的權利加以辯解，然而這些辯解是具有爭議性的。她們指出：國際模特兒、明星、展覽會女郎的性感形象並不會被社會認為是不妥當的；社會或法律不去規範模特兒、明星的性感穿著，卻只禁止檳榔西施穿得稀少，這政策顯然是一種階級歧視。另外，一些人批評媒體造成了這些女孩的負面形象，並忽略了更重要的社會和經濟問題。反性剝削團體，例如勵馨基金會，對於檳榔西施的自主權感到悲觀，因為這些女孩比較像被檳榔攤老闆或她們的家人剝削的童工。檳榔西施被一些左翼人士批評是厭女跟物化女性。

## 外部連結
- Betelnut Girl Photo Gallery by Tobie Openshaw （页面存档备份，存于）
- Promo video clip for a proposed documentary on the Betelnut girl culture （页面存档备份，存于）
- 用鏡頭重新探索檳榔西施的美麗哀愁 - Interviews on China Times Web TV （页面存档备份，存于）
- 中央大學性／別研究室‧檳榔西施首頁 （页面存档备份，存于）
- 何春蕤，《何春蕤東京講座：Gender-Sexuality Troubles--II(英語) （页面存档备份，存于）》
- 紀惠容，(2001年)，《商品化的”芭比娃娃” （页面存档备份，存于）》，勵馨電子報，2001年9月27日。
- 吳瓊華，(2006年)，《[ 以「台灣·檳榔·西施」本土議題做為藝術創作深耕十年的女性藝術家]》。
- 台中警方出的「八不公約」管制檳榔西施業。 （页面存档备份，存于）